# Европейский совет
Европейский совет (англ. European Council, фр. Conseil européen) — высший политический орган Европейского союза, состоящий из глав государств и правительств государств — членов ЕС. Членами Европейского совета являются также его председатель, избираемый на 2,5 года, и председатель Европейской комиссии.

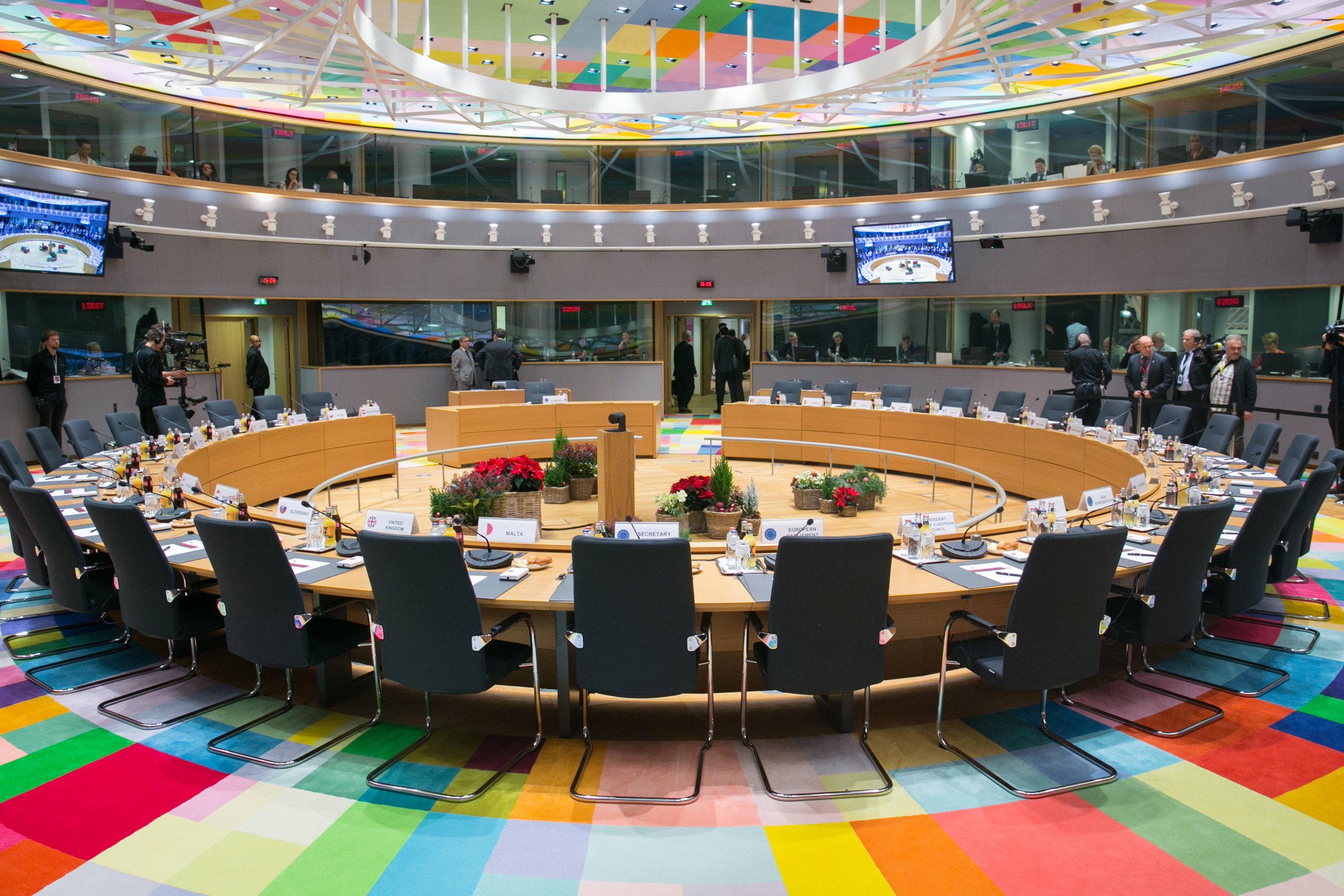
Зал заседаний Европейского совета в Europa building

## История создания
В основе создания Европейского совета лежала идея президента Франции Шарля де Голля о проведении неформальных встреч руководителей государств Европейского союза, что должно было препятствовать снижению роли национальных государств в процессе интеграционного образования. Неформальные встречи на высшем уровне проводились с 1961 года. В 1974 году на такой встрече в Париже эта практика была формализована по предложению Валери Жискар д’Эстена, занимавшего в то время пост президента Франции.

## Функции
Совет определяет основные стратегические направления развития ЕС. Выработка генеральной линии политической интеграции — основная миссия Европейского совета. Совет даёт импульсы развитию всего ЕС в целом. Наряду с Советом министров Европейский совет наделён политической функцией (так называемый «политический арбитраж»), заключающейся в изменении основополагающих договоров европейской интеграции. Его заседания проходят не менее чем два раза в полгода либо в Брюсселе, либо в председательствующем государстве под председательством представителя государства-члена, возглавляющего в данное время Совет Европейского союза. Заседания длятся два дня. На заседаниях используются два рабочих языка — английский и французский.
Вырабатываемые и принимаемые им решения имеют характер политической директивы, а также получают юридически обязательную силу. Решения, принимаемые советом — это своеобразный план действий, в котором указаны задачи и цели для дальнейшего развития. Например, Лиссабонская стратегия (стратегия превращения ЕС в самую конкурентную экономику мира) выработана Советом. Институты, органы и организации, а равно государства-члены, которым его решения адресованы, юридически обязаны их исполнить и обеспечить проведение в жизнь.
Европейский совет следует отличать от Совета ЕС и от Совета Европы. После ратификации странами-членами Лиссабонского договора 2007 года Европейский совет приобрёл статус института Европейского союза. В его рамках осуществляется так называемое «церемониальное» руководство, когда присутствие политиков самого высокого уровня придаёт принятому решению одновременно значимость и высокую легитимность.

## Члены совета
| Имя                  | Должность                                    | Страна     | Партия                                                                                                   |
| -------------------- | -------------------------------------------- | ---------- | --- |
| Антониу Кошта        | Председатель (Президент) Европейского Совета | -          | Партия европейских социалистов (национальная партия: Социалистическая партия)                            |
| Урсула фон дер Ляйен | Председатель (Президент) Еврокомиссии        | -          | Европейская народная партия (национальная партия: Христианско-демократический союз)                      |
| Фридрих Мерц         | Федеральный канцлер                          | Германия   | Европейская народная партия (национальная партия: Христианско-демократический союз)                      |
| Эмманюэль Макрон     | Президент                                    | Франция    | Альянс либералов и демократов за Европу (национальная партия: Возрождение)                               |
| Джорджа Мелони       | Председатель Совета министров                | Италия     | Альянс европейских консерваторов и реформистов (национальная партия: Братья Италии)                      |
| Педро Санчес         | Председатель правительства                   | Испания    | Партия европейских социалистов (национальная партия: Испанская социалистическая рабочая партия)          |
| Дональд Туск         | Премьер-министр                              | Польша     | Европейская народная партия (национальная партия: Гражданская платформа)                                 |
| Илие Боложан         | Президент                                    | Румыния    | Европейская народная партия (национальная партия: Национальная либеральная партия)                       |
| Дик Схоф             | Премьер-министр                              | Нидерланды | Беспартийный                                                                                             |
| Барт де Вевер        | Премьер-министр                              | Бельгия    | Альянс европейских консерваторов и реформистов (национальная партия: Новый фламандский альянс)           |
| Кириакос Мицотакис   | Премьер-министр                              | Греция     | Европейская народная партия (национальная партия: Новая демократия)                                      |
| Петр Фиала           | Председатель правительства                   | Чехия      | Альянс европейских консерваторов и реформистов (национальная партия: Гражданская демократическая партия) |
| Луиш Монтенегру      | Премьер-министр                              | Португалия | Европейская народная партия (национальная партия: Социал-демократическая партия)                         |
| Виктор Орбан         | Премьер-министр                              | Венгрия    | Patriots.eu (национальная партия: Фидес)                                                                 |
| Ульф Кристерссон     | Премьер-министр                              | Швеция     | Европейская народная партия (национальная партия: Умеренная коалиционная партия)                         |
| Кристиан Штокер      | Федеральный канцлер                          | Австрия    | Европейская народная партия (национальная партия: Австрийская народная партия)                           |
| Росен Желязков       | Премьер-министр                              | Болгария   | Европейская народная партия (национальная партия: Граждане за европейское развитие Болгарии)             |
| Метте Фредериксен    | Премьер-министр                              | Дания      | Партия европейских социалистов (национальная партия: Социал-демократы)                                   |
| Петтери Орпо         | Премьер-министр                              | Финляндия  | Европейская народная партия (национальная партия: Национальная коалиция)                                 |
| Роберт Фицо          | Премьер-министр                              | Словакия   | нет (национальная партия: Курс — социальная демократия)                                                  |
| Михол Мартин         | Премьер-министр                              | Ирландия   | Альянс либералов и демократов за Европу (национальная партия: Фианна Файл)                               |
| Андрей Пленкович     | Премьер-министр                              | Хорватия   | Европейская народная партия (национальная партия: Хорватское демократическое содружество)                |
| Гитанас Науседа      | Президент                                    | Литва      | Беспартийный                                                                                             |
| Роберт Голоб         | Премьер-министр                              | Словения   | Альянс либералов и демократов за Европу (национальная партия: Движение «Свобода»)                        |
| Эвика Силиня         | Премьер-министр                              | Латвия     | Европейская народная партия (национальная партия: Единство)                                              |
| Кристен Михал        | Премьер-министр                              | Эстония    | Альянс либералов и демократов за Европу (национальная партия: Партия Реформ)                             |
| Никос Христодулидис  | Президент                                    | Кипр       | Беспартийный                                                                                             |
| Люк Фриден           | Премьер-министр                              | Люксембург | Европейская народная партия (национальная партия: Христианско-социальная народная партия)                |
| Роберт Абела         | Премьер-министр                              | Мальта     | Партия европейских социалистов (национальная партия: Лейбористская партия)                               |